# Krokodil (tijdschrift)

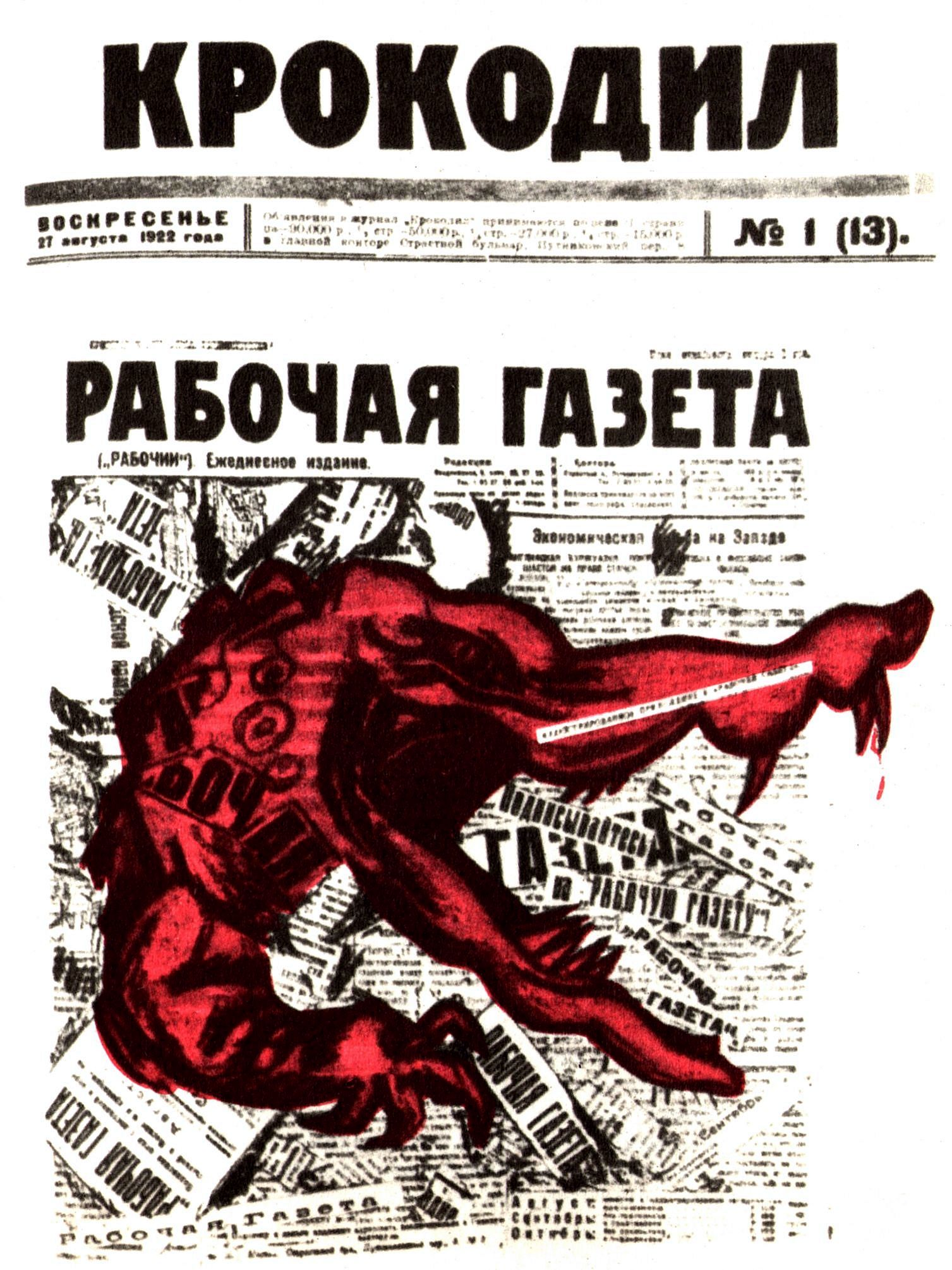

Krokodil (Russisch: Крокодил) is een Russisch satirisch tijdschrift, dat is opgericht in 1922. Na de val van de Sovjet-Unie hield het tijdschrift op te bestaan, maar in 2005 werd het opnieuw opgericht. De redactie is gevestigd in Moskou, en het tijdschrift verschijnt wekelijks.
Politieke satire was een gevaarlijke bezigheid in de Sovjet-Unie, maar de Krokodil genoot een relatief grote vrijheid. Onderwerpen van spot waren het gebrek aan initiatief bij de Russische ambtenaren, het drankmisbruik van de arbeiders maar ook de kapitalistische Westerse landen en groeperingen die al dan niet officieel tot vijand van de staat waren verklaard. In de Tweede Wereldoorlog werd nazi-Duitsland op de korrel genomen, daarna werden grote aantallen antisemitische artikelen en cartoons gepubliceerd, omdat bij Stalin het idee post gevat had dat Joodse nationalisten agenten van de CIA zouden zijn.
Een aantal bekende schrijvers en kunstenaars werkten mee aan Krokodil, waaronder Vladimir Majakovski, Koekryniksy en Boris Jefimov.